# Kamil Matuszny
Kamil Matuszny (* 25. listopadu 1974) je bývalý český fotbalista polské národnosti, obránce a záložník.

## Fotbalová kariéra
Hrál za VTJ Znojmo, Fotbal Třinec, Baník Havířov, Bohemians Praha, FC Slovan Liberec, SK Spolana Neratovice, FK Čáslav a FK Slavoj Vyšehrad. V lize nastoupil v 53 utkáních a dal 5 gólů.